# Monteros
Monteros è una città dell'Argentina, appartenente alla provincia di Tucumán, situata a 53 km a sud-ovest del capoluogo San Miguel de Tucumán.